# Rōnin
Rōnin (japanski: 浪人, ろうにん, približni prijevod osoba koja luta naokolo, lutalica, skitnica) je naziv za samuraja bez gospodara u feudalnom Japanu. Razlog zbog kojega je ostao bez gospodara mogao je biti gospodareva smrt, pad gospodara s vlasti ili gubitak moći ili nakon što je izgubio gospodarevu sklonost ili povlastice. U početku je naziv korišten za kmeta koji je napustio ili pobjegao od svoga gospodara.
U feudalnom Japanu rōnin je bio predmetom ismijavanja i ponižavanja, pošto je tradicija zahtijevala da samuraji koji su napustili svoga gospodara počine ritualno samoubojstvo seppuku. Tijekom Tokugawa perioda dramatično je porastao broj ronina jer je tada postalo nezakonito samurajima promijeniti gospodara bez gospodarevog pristanka. Oni rijetki koji su imali daimyoa (feudalnog gospodara) za gospodara, imali su još uvijek dobre uvjete.
U prenesenom smislu, u suvremenom Japanu pojam rōnin se koristi za sararīmana, tj. čovjeka koji živi od plaće, a trenutno je nezaposlen. Drugo značenje riječi rōnin u suvremenom Japanu je za učenike koji su maturirali na srednjoj ili viškoj srednjoj školi, ali nisu uspjeli položiti prijemni ispit za sveučilište na koje su se željeli upisati i čekaju sljedeći prijemni rok da ponovo pokušaju. Ponekad se pojam rōnin koristi općenito i za osobu koja nije iskoristila ponuđenu priliku i koja čeka novu šansu.